# 이병후
이병후는 대법원 판사를 역임한 법조인이다.

## 생애
경상북도 영천 출신으로 1957년 영남대학교를 졸업하고 제8회 고등고시 사법과에 합격해 1958년 12월 17일 대구지방법원 판사에 임명되어 자유당 후보를 당선시키려고 야간에만 개표를 했던 대구병구 올빼미 개표사건, 팔공산에서 생포한 대남 간첩사건 등에서 배석판사로 심리하는 등1961년 8월 27일 대구지방법원 1966년 11월 15일 대구고등법원 1967년 대법원 재판연구관 1969년 3월 31일 서울고등법원 1969년 10월 7일 부산지방법원 마산지원장 1971년 4월 1일 부산민사지방법원 1973년 3월 27일 서울민사지방법원 서울형사지방법원, 성동지원장, 1974년 성북지원장을 거쳐 1976년 12월 29일 서울고등법원  1977년 11월 5일 서울고등법원 1980년 영등포지원장 1981년 4월 20일 수원지방법원장 1982년 3월 12일 대전지방법원장 1983년 8월 12일 인천지방법원장을 거쳐 1986년 4월 16일에 전두환 대통령에 의해 대법원 판사에 임명되었다. 1987년 대법원이 상고허가 신청사건의 처리를 전담하는 상고허가신청부를 신설하면서 정기승, 황선당과 함께 전담 판사로 구성되었으며 1987년 5월 18일에 대법원장 추천으로 헌법위원회 위원에 임명되었다.
부산민사지방법원에서 재직하던 1972년 5월 17일 부산은행 대표가 청구한 약속어음금 반환소송에서 이자에 대한 이자 청구는 이자제한법에 따라서 무효라고 하면서 원금에 대한 이자만 더해 지급하도록 했으며 서울민사지방법원에서 재직하던 1973년 5월 31일 혼인 당사자가 동성동본이라고 하더라도 신고서에 '혼인 당사자는 각각 시조를 달리함'이란 사실만 기재하면 구체적인 입증 소명자료가 없더라도 혼인신고를 받아줘야 한다"고 하여 동성동본 금혼을 규정한 민법을 무력화했다.
서울형사지방법원에서 재직하던 1975년 4월 15일 대리투표를 했다고 폭로한 전 공화당원과 통장 등 3명에게 국민투표법 위반죄를 적용해 징역6월을 선고했다.
대법원 판사에 재직하던 1977년 1월 30일 권인숙 성 고문 사건으로 고발된 문귀동에 대한 불기소처분 재정신청 사건에서 원심이 기각한 것을 파기하고 환송했다.